# Euceraea nitida
Euceraea nitida là một loài thực vật có hoa trong họ Liễu. Loài này được Mart. mô tả khoa học đầu tiên năm 1831.